# Kende Fodor
Kende Fodor (Budapest, 4 novembre 1976) è uno schermidore ungherese, vincitore di due medaglie d'argento ai campionati mondiali di scherma.

## Palmarès
In carriera ha conseguito i seguenti risultati:
- Mondiali di scherma

Nimes 2001|: argento nella sciabola a squadre.
L'Avana 2003: argento nella sciabola a squadre.
- Europei di scherma

Coblenza 2001: bronzo nella sciabola a squadre.
Mosca 2002: bronzo nella sciabola a squadre.